# Phrynopus tautzorum
Phrynopus tautzorum es una especie de ránidos de la familia Leptodactylidae.

## Distribución geográfica
Es  endémica de Perú.